# Bianca Berini
Bianca Berini (Trieste, 2 de desembre de 1928 - Milà, 14 de juliol de 2004) fou una mezzosoprano dramàtica italiana.
Dotada d'una veu àmplia i ressonant i d'un ferm temperament interpretatiu, destacava especialment en el repertori verdià (Azucena, Amneris, Gilda, Eboli, etc.), personatges que feia vibrar amb riquesa d'accent i plàstic fraseig.
Després de la seva formació musical a Trieste i després a Milà, Berini va debutar el 1963 al Teatro Nuovo de Milà amb Madama Butterfly, de Puccini. Poc després, cantava el paper de Lola, de Cavalleria rusticana, de Mascagni, al Teatro San Carlo de Nàpols. Va cantar arreu, als teatres més importants del món, inclòs La Scala, per interpretar els papers més importants de Verdi, Wagner o Donizetti, entre d'altres. En el Gran Teatre del Liceu de Barcelona hi actuà set temporades, acomiadant-se del Liceu amb el Falstaff, precisament de Verdi, la temporada 1983/84.